# Аэродинамическое качество

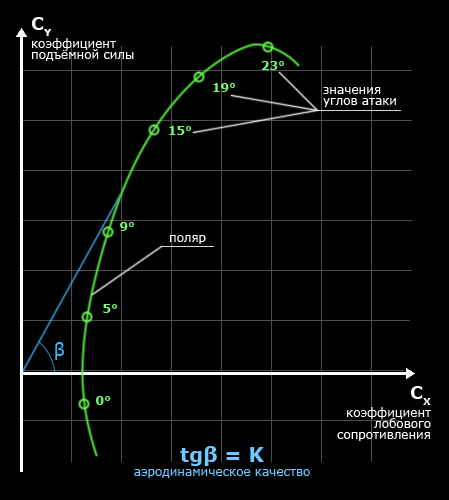
Поляра первого рода (показана зелёным), демонстрирующая зависимость коэффициентов лобового сопротивления и подъёмной силы от угла атаки. Касательная (показана синим) указывает точку поляры, соответствующую максимальному качеству.

Аэродинами́ческое ка́чество летательного аппарата — отношение подъёмной силы к лобовому сопротивлению (или отношение их коэффициентов) в поточной системе координат при данном угле атаки.

## Определение
Аэродинамическое качество определяется следующим соотношением:
{\displaystyle K(\alpha )={\frac {C_{ya}(\alpha )}{C_{xa}(\alpha )}},}
где
{\displaystyle \alpha } — угол атаки;
{\displaystyle C_{ya}} — коэффициент подъёмной силы;
{\displaystyle C_{xa}} — коэффициент лобового сопротивления.

## Описание
Подъёмная сила представляет собой полезную составляющую аэродинамической силы, которая поддерживает летательный аппарат в воздухе. Лобовое сопротивление, напротив, приводит к дополнительному расходу энергии летательного аппарата и является вредной составляющей. Таким образом, их отношение позволяет характеризовать качество летательного аппарата. Большему аэродинамическому качеству соответствует большая подъёмная сила и (или) меньшее сопротивление движению.
Максимальное значение аэродинамического качества для самолёта соответствует наивыгоднейшему углу атаки для осуществления планирования на максимальную дальность в спокойной атмосфере.
Аэродинамическое совершенство самолёта определяется меньшим лобовым сопротивлением при данной подъёмной силе.
На поляре, которая представляет собой объединённый график зависимости коэффициентов лобового сопротивления и подъёмной силы от угла атаки, аэродинамическое качество для каждого угла атаки является тангенсом угла наклона линии, соединяющей начало координат, с точкой поляры, соответствующей этому углу атаки.
В более простом представлении аэродинамическое качество можно расценивать как расстояние, которое может пролететь летательный аппарат с некоторой высоты в штиль с выключенным двигателем (если он вообще есть). Например, на планере качество обычно около 30, а на дельтаплане — 10). То есть с высоты в 1 километр спортивный планер сможет пролететь в идеальных условиях приблизительно 30 км, а дельтаплан — 10.

## Аэродинамическое качество некоторых летательных аппаратов и птиц
| Страна              | Первый полёт | ЛА                                | k        | Режим полёта               | Тип                                                         |
| ------------------- | ------------ | --------------------------------- | -------- | -------------------------- | ----------------------------------------------------------- |
| Флаг СССР           | 1966         | «Союз»                            | 0,25—0,3 | полёт в атмосфере          | Спускаемый аппарат                                          |
| Флаг США            | 1968         | «Аполлон»                         | 0,368    | полёт в атмосфере          | Спускаемый аппарат                                          |
| Флаг США            | 1981         | Спейс Шаттл                       | 1        | на гиперзвуке              | Многоразовый космический ЛА                                 |
| Флаг СССР           | 1988         | «Буран»                           | 1,3      | на гиперзвуке              | Многоразовый космический ЛА                                 |
| Флаг СССР           | 1952         | Ми-4                              | 1,55     | на авторотации, 50 км/ч    | Многоцелевой вертолёт                                       |
|                     | 1997         | Вингсьют                          | 2,5      |                            | Костюм-крыло из ткани                                       |
| Флаг США            | 2010         | HTV-2                             | 2,6      | на гиперзвуке              | Экспериментальный гиперзвуковой планер                      |
|                     |              | Воробей                           | 4        |                            | Птица семейства воробьиных                                  |
| Флаг США            | 1981         | Локхид F-117 Найтхок              | 4        | макс.                      | Тактический малозаметный ударный самолёт                    |
| Флаг СССР           | 1964         | МиГ-25РБ                          | 4,2      | сверхзвуковой полёт, М=1,5 | Разведчик-бомбардировщик 3 поколения                        |
| Флаг ЕС             | 1969         | Аэроспасьяль-BAC Конкорд          | 4,35     | на посадке                 | Сверхзвуковой пассажирский самолёт                          |
| Флаг США            | 1981         | Спейс Шаттл                       | 4,5      | посадка                    | Многоразовый космический ЛА                                 |
| Флаг СССР           | 1952         | Ми-4                              | 5,0      | на авторотации, 120 км/ч   | Многоцелевой вертолёт                                       |
| Флаг СССР           | 1988         | «Буран»                           | 5,6      | на дозвуковом режиме       | Многоразовый космический ЛА                                 |
| Флаг Германии       | 1915         | Фоккер E.III                      | 6,4      | макс.                      | Истребитель-моноплан ПМВ                                    |
| Флаг США            | 1902         | Планёр Райт                       | 6,5      | планирование               | Ранний ЛА                                                   |
| Флаг Великобритании | 1915         | Де Хевилленд DH.2                 | 7,0      | макс.                      | Истребитель-биплан ПМВ с толкающим винтом                   |
| Флаг Германии       | 1917         | Юнкерс D.I                        | 7,0      | макс.                      | Первый цельнометаллический истребитель-моноплан             |
| Флаг ЕС             | 1969         | Аэроспасьяль-BAC Конкорд          | 7,14     | М=2                        | Сверхзвуковой пассажирский самолёт                          |
| Флаг Франции        | 1917         | SPAD S.XIII С.1                   | 7,4      | макс.                      | Истребитель-биплан ПМВ                                      |
| Флаг Германии       | 1917         | Альбатрос D.III                   | 7,5      | макс.                      | Истребитель-биплан ПМВ                                      |
| Флаг СССР           | 1964         | МиГ-25РБ                          | 7,6      | макс., М<0,82              | Разведчик-бомбардировщик 3 поколения                        |
| Флаг Великобритании | 1916         | Сопвич Кэмел F.1                  | 7,7      | макс.                      | Истребитель-биплан ПМВ                                      |
| Флаг Германии       | 1917         | Гота G.V                          | 7,7      | макс.                      | Тяжёлый бомбардировщик-биплан ПМВ                           |
| Флаг Германии       | 1929         | Дорнье Do X                       | 7,7      | макс.                      | Тяжёлая летающая лодка 1930-х годов                         |
| Флаг Франции        | 1916         | Ньюпор 17                         | 7,9      | макс.                      | Истребитель-биплан ПМВ                                      |
| Флаг Германии       | 1917         | Фоккер Dr.I                       | 8,0      | макс.                      | Истребитель-триплан ПМВ                                     |
| Флаг Германии       | 1918         | Фоккер D.VII                      | 8,1      | макс.                      | Истребитель-биплан ПМВ                                      |
| Флаг Германии       | 1918         | Фоккер D.VIII                     | 8,1      | макс.                      | Истребитель-моноплан-парасоль ПМВ                           |
| Флаг Великобритании | 1916         | Airco DH.4                        | 8,1      | макс.                      | Лёгкий бомбардировщик-биплан ПМВ                            |
| Флаг Италии         | 1917         | Капрони Ca.42                     | 8,2      | макс.                      | Тяжёлый бомбардировщик-триплан ПМВ                          |
| Флаг Великобритании | 1912         | Ройал Эйркрафт Фэктори B.E.2c     | 8,2      | макс.                      | Биплан ПМВ                                                  |
| Флаг США            | 1932         | Боинг P-26 Пишутер                | 8,3      | макс.                      | Истребитель 1930-х годов                                    |
| Флаг США            | 1958         | МакДоннелл Дуглас F-4E Фантом II  | 8,58     | макс.                      | Палубный истребитель третьего поколения                     |
| Флаг Великобритании | 1917         | Сопвич 5F.1 Долфин                | 9,2      | макс.                      | Истребитель-биплан ПМВ                                      |
| Флаг США            | 1954         | Локхид F-104G Старфайтер          | 9,2      | макс.                      | Реактивный истребитель второго поколения                    |
| Флаг СССР           | 1970         | Су-24                             | 9,5      | макс.,М<1                  | Фронтовой бомбардировщик с изменяемой стреловидностью крыла |
| Флаг Великобритании | 1915         | Хендли Пейдж O/400                | 9,7      | макс.                      | Бомбардировщик-биплан ПМВ                                   |
|                     |              | Серебристая чайка                 | 10       |                            | Морская птица семейства чайковых                            |
| Флаг СССР           | 1947         | Ан-2                              | 10       | макс.                      | Биплан общего назначения                                    |
| Флаг США            | 1959         | Нортроп F-5E Тайгер II            | 10       | макс.                      | Лёгкий реактивный истребитель                               |
| Флаг Чехословакии   | 1968         | Аэро L-39 Альбатрос               | 10       | планирование               | Реактивный учебно-боевой самолет                            |
| Флаг США            | 1972         | МакДоннелл Дуглас F-15 Игл        | 10       | М=0,9                      | Многоцелевой истребитель 4 поколения                        |
| Флаг Германии       | 1917         | Юнкерс J.I                        | 10,3     | макс.                      | Цельнометаллический штурмовик ПМВ                           |
| Флаг США            | 1955         | Репаблик F-105D Тандерчиф         | 10,4     | макс.                      | Реактивный истребитель-бомбардировщик                       |
| Флаг СССР           | 1977         | МиГ-29                            | 10,4     | макс., М=0,75              | Фронтовой истребитель 4 поколения                           |
| Флаг США            | 1956         | Конвэйр B-58A Хастлер             | 11,3     | макс. (без подвески)       | Дальний сверхзвуковой бомбардировщик                        |
| Флаг США            | 1955         | Сессна-172                        | 11,6     | макс.                      | Самый массовый самолёт общего назначения                    |
| Флаг СССР           | 1977         | Су-27                             | 11,6     | макс.                      | Тяжелый истребитель 4 поколения                             |
| Флаг США            | 1935         | Северский P-35                    | 11,8     | макс.                      | Истребитель 1930-х годов                                    |
| Флаг США            | 1983         | Боинг 767—233 (Планёр Гимли)      | ~12      | планирование               | Широкофюзеляжный пассажирский самолёт                       |
| Флаг США            | 1940         | Мартин B-26F Мародер              | 12,0     | макс.                      | Средний бомбардировщик ВМВ                                  |
| Флаг Великобритании | 1925         | Супермарин S.4                    | 12,1     | макс.                      | Гоночный самолёт                                            |
| Флаг США            | 1956         | Конвэйр F-106A Дельта Дарт        | 12,1     | макс.                      | Сверхзвуковой истребитель-бесхвостка                        |
| Флаг СССР           | 1967         | МиГ-23МЛ                          | 12,1     | макс., М<1                 | Истребитель 3 поколения                                     |
| Флаг США            | 1942         | Грумман F6F-3 Хеллкэт             | 12,2     | макс.                      | Палубный истребитель ВМВ                                    |
| Флаг США            | 1940         | Кёртис SB2C-1 Хеллдайвер          | 12,4     | макс.                      | Палубный пикирующий бомбардировщик ВМВ                      |
| Флаг США            | 1935         | Боинг B-17G Флаинг Фортресс       | 12,7     | макс.                      | Дальний бомбардировщик ВМВ                                  |
| Флаг США            | 1955         | Воут F-8H Крусэйдер               | 12,8     | макс.                      | Палубный сверхзвуковой истребитель                          |
| Флаг США            | 1939         | Консолидейтед B-24J Либерейтор    | 12,9     | макс.                      | Дальний бомбардировщик ВМВ                                  |
| Флаг США            | 1939         | Локхид P-38L Лайтнинг             | 13,5     | макс.                      | Тяжёлый истребитель ВМВ                                     |
| Флаг США            | 1953         | Норт Америкэн F-100D Супер Сэйбр  | 13,9     | макс.                      | Первый сверхзвуковой истребитель                            |
| Флаг СССР           | 1952         | Ту-16                             | ~14      | макс.                      | Дальний реактивный бомбардировщик                           |
| Флаг СССР           | 1949         | Бе-6                              | 14,4     | макс.                      | Патрульный гидросамолёт                                     |
| Флаг СССР           | 1963         | Ил-62М                            | 14,5     | макс.                      | Узкофюзеляжный пассажирский самолёт                         |
| Флаг США            | 1940         | Норт Америкэн P-51D Мустанг       | 14,6     | макс.                      | Основной истребитель США во ВМВ                             |
| Флаг США            | 1935         | Дуглас DC-3                       | 14,7     | макс.                      | Самый массовый пассажирский/транспортный самолёт            |
| Флаг СССР           | 1936         | Пе-8                              | 14,8     | макс.                      | Дальний бомбардировщик ВМВ                                  |
| Флаг США            | 1967         | Боинг 737                         | 15       | макс.                      | Узкофюзеляжный пассажирский самолёт                         |
| Флаг СССР           | 1975         | Як-42                             | 15       | макс. (при малых М)        | Региональный пассажирский самолёт                           |
| Флаг США            | 1953         | Мартин B-57B Канберра             | 15       | макс.                      | Средний реактивный бомбардировщик                           |
| Флаг США            | 1947         | Норт Америкэн F-86E Сейбр         | 15,1     | макс.                      | Реактивный истребитель первого поколения                    |
| Флаг США            | 1960         | Грумман A-6E Интрудер             | 15,2     | макс.                      | Палубный реактивный бомбардировщик                          |
| Флаг СССР           | 1957         | Ан-12                             | 15,3     | макс.                      | Тяжёлый военно-транспортный самолёт                         |
| Флаг СССР           | 1971         | Ил-76Т                            | 15,5     | макс.                      | Военно-транспортный самолёт                                 |
| Флаг СССР           | 1966         | Як-40                             | 15,5     | макс.                      | Региональный пассажирский самолёт                           |
| Флаг США            | 1964         | Дженерал Дайнемикс F-111D         | 15,8     | макс.                      | Тактический бомбардировщик с изменяемой геометрией крыла    |
| Флаг США            | 1943         | Локхид L.1049G Супер Констелэйшен | 16,0     | макс.                      | Дальний пассажирский самолёт                                |
| Флаг США            | 1947         | Норт Америкэн B-45C Торнадо       | 16,3     | макс.                      | Средний реактивный бомбардировщик                           |
| Флаг СССР           | 1957         | Ил-18                             | 16,3     | макс.                      | Дальний пассажирский самолёт                                |
| Флаг СССР           | 1968         | Ту-154М                           | 16,5     | макс.                      | Узкофюзеляжный пассажирский самолёт                         |
| Флаг Украины        | 2003         | Aeros Combat L                    | 16,7     | макс.                      | Безмачтовый дельтаплан                                      |
| Флаг США            | 1942         | Боинг B-29 Суперфортресс          | 16,8     | макс.                      | Дальний бомбардировщик ВМВ                                  |
| Флаг США            | 1969         | Боинг 747                         | 17       | макс.                      | Широкофюзеляжный пассажирский самолёт                       |
| Флаг Великобритании | 1952         | Авро Вулкан                       | 17       | макс.                      | Стратегический бомбардировщик                               |
| Флаг СССР           | 1959         | Ан-24                             | 17,2     | макс.                      | Узкофюзеляжный пассажирский самолёт                         |
| Флаг СССР           | -            | Т-4МС                             | 17,5     | расчётное                  | Проект стратегического бомбардировщика                      |
| Флаг СССР           | 1976         | Ил-86                             | 17,5     | макс.                      | Широкофюзеляжный пассажирский самолёт                       |
| Флаг США            | 1944         | Локхид F-80A Шутинг Стар          | 17,7     | макс.                      | Первый серийный реактивный истребитель США                  |
| Флаг России         | 1989         | Ту-204                            | 18       | макс.                      | Узкофюзеляжный пассажирский самолёт                         |
| Флаг СССР           | 1982         | Ан-124 Руслан                     | 18       | макс.                      | Тяжёлый дальний транспортный самолёт                        |
| Флаг СССР           | 1956         | 3М                                | 18,5     | макс.                      | Стратегический бомбардировщик                               |
| Флаг СССР           | 1963         | Ту-134А                           | ~18,5    | макс. (при малых М)        | Ближнемагистральный пассажирский самолёт                    |
| Флаг США            | 1974         | Рокуэлл B-1 Лансер                | >19      | макс.                      | Стратегический бомбардировщик с изменяемой геометрией крыла |
| Флаг СССР           | 1988         | Ан-225                            | 19       | макс.                      | Сверхтяжёлый дальний транспортный самолёт                   |
| Флаг СССР           | 1981         | Ту-160                            | >19      | макс.                      | Стратегический бомбардировщик с изменяемой геометрией крыла |
|                     |              | Альбатрос                         | 20       |                            | Морская птица отряда буревестникообразных                   |
| Флаг США            | 1947         | Боинг B-47E Стратоджет            | 20       | макс.                      | Стратегический дозвуковой бомбардировщик                    |
| Флаг США            | 1952         | Боинг B-52G Стратофортресс        | 21,5     | макс. расчёт.              | Стратегический дозвуковой бомбардировщик                    |
| Флаг США            | 1984         | Рутан Эйркрафт Вояджер            | 27       | макс.                      | Экспериментальный самолёт для рекордных полётов             |
| Флаг Германии       | 1935         | Гёппинген Gö 3                    | 28       | при 72 км/ч                | Планер                                                      |
| Флаг США            | 1967         | Локхид U-2                        | ~28      | крейсерск.                 | Стратегический дозвуковой разведчик                         |
| Флаг Чехии          | 1956         | LET L-13 Бланик                   | 28,5     | при 85 км/ч                | Самый массовый планер                                       |
| Флаг СССР           | 1982         | М-17                              | ~30      | планирование               | Высотный самолёт                                            |
| Флаг СССР           | 1988         | М-55                              | ~30      | планирование               | Высотный самолёт                                            |
| Флаг США            | 2005         | Вёрджин Атлантик Глобал Флаер     | 37       | макс.                      | Экспериментальный самолёт для рекордных полётов             |
| Флаг Германии       | 1993         | Schleicher ASH 26                 | 50       | макс. (при 85 км/ч)        | Серийный планер.                                            |
| Флаг Германии       | 2005         | Schleicher ASG 29-18m             | 52       | макс.                      | Серийный планер.                                            |
| Флаг Германии       | 1986         | Schleicher ASH 25                 | 57       | макс.                      | Двухместный серийный планер.                                |
| Страна              | Первый полёт | ЛА                                | k        | Режим полёта               | Тип                                                         |